# Dnister
Sông Dnister hay sông Nistru (tiếng Ukraina: Дністер, chuyển tự Dnister; tiếng Romania: Nistru) là một con sông ở Đông Âu.

## Địa lý
Nó bắt nguồn từ Ukraina, gần Drohobych, giáp biên giới với Ba Lan và chảy về phía biển Đen. Trong một khoảng ngắn nó tạo thành biên giới tự nhiên giữa Ukraina và Moldova, sau đó chảy trong lãnh thổ Moldova trên một khoảng cách 398 km, chia tách phần lớn lãnh thổ của quốc gia này ra khỏi Transnistria. Sau đó nó lại tạo thành một phần của biên giới Moldova-Ukraina và cuối cùng chảy hoàn toàn trong lãnh thổ Ukraina để đổ vào biển Đen. Khu vực cửa sông của nó được gọi là Dnister Liman.
Trong khu vực hạ nguồn, bờ phía tây có địa hình đồi và cao trong khi bờ phía đông lại bằng phẳng và thấp. Con sông này được coi là sự kết thúc trên thực tế (de facto) của đại thảo nguyên Á-Âu. Các chi lưu quan trọng có sông Răut và sông Bîc.

## Lịch sử
Trong thời cổ đại, sông Dnister từng được coi là một trong số các con sông chính của Sarmatia châu Âu, và được nhiều nhà địa lý và sử học cổ đại đền cập tới. Theo Herodotus (iv. 51) nó bắt nguồn từ một hồ lớn, trong khi Ptolemy (iii. 5. § 17, 8. § 1, &c.) lại coi thượng nguồn của nó trong núi Carpat (ngày nay là dãy núi Carpat) còn Strabo (ii.) nói rằng nó bắt nguồn từ nơi không rõ. Nó chảy theo hướng đông, song song với Ister (hạ lưu sông Danub), và tạo thành một phần của ranh giới giữa Dacia và Sarmatia. Nó đổ vào Pontus Euxinus (biển Đen) ơt phía đông bắc của cửa sông Ister; khoảng cách giữa chúng, theo Strabo, là 900 stadia (Strab. vii.) và theo Pliny Già (iv. 12. s. 26), 130 dặm (từ Pseudostoma). Scymnus (Fr. 51), nhà địa lý Hy Lạp thế kỷ 2 TCN, mô tả nó rất thuận tiện cho giao thông và nhiều cá. Ovid (ex Pont. iv. 10. 50) lại nói về dòng chảy nhanh và dốc của nó.
Các tác giả Hy Lạp nói tới con sông này như là Tyras (tiếng Hy Lạp: ό Τύρας, Strab. ii.). Sau này người ta gán cho nó tên gọi Danastris hay Danastus (Amm. Marc. xxxi. 3. § 3; Jornand. Get. 5; Const. Porphyr. de Adm. Imp. 8), từ đó mà có tên gọi ngày nay Dnister (Neister), mặc dù người Turk vẫn gọi nó là Tural trong thế kỷ 19. (Herod. iv. 11, 47, 82; Scylax, trang 29; Strab. i. trang 14; Mela, ii. 1, v.v.; Schaffarik, Slav. Alterth. i. trang 505.) Dạng Τύρις đôi khi cũng được thấy. (Steph. B. trang 671; Suid. s. v. Σκύφαι và Ποσειδώνιος.)
Giữa hai đại chiến thế giới, Dnister tạo thành một phần của biên giới giữa România và Liên Xô. Trong Thế chiến II, những trận chiến đã diễn ra trên bờ trái con sông này giữa các lực lượng Đức và Romania với quân đội Liên Xô.
Sau khi Cộng hòa Moldova tuyên bố độc lập năm 1991, một phần nhỏ ở phía đông sông Dnister trước đây thuộc Cộng hòa Xã hội chủ nghĩa Xô viết Moldavia, đã từ chối tham gia và tuyên bố thành lập ra Cộng hòa Moldovenyaske Nistryane hay Transnistria, với thủ đô là Tiraspol trên bờ phía đông con sông này.

## Chi lưu
Sông Stryi là một trong các chi lưu của nó. Độ sâu từ mặt sông đến đáy sông = 12.362 m, Các chi lưu bên hữu ngạn có sông Răut, sông Ikel, sông Bîc và sông Botna. Các chi lưu bên tả ngạn có sông Zolota Lypa (140 km), sông Koropets, sông Dzhuryn, sông Seret (250 km), sông Zbruch (245 km), sông Smotrych (169 km), sông Ushytsia (112 km), sông Kalius, sông Liadova, sông Murafa (162 km), sông Rusava, sông Yahorlyk (173 km) và sông Kuchurhan (123 km).

## Tên gọi
Tên gọi Dnister có nguồn gốc từ tiếng Iran của người Sarmatia *Dānu nazdya "con sông gần". (Ngược lại, sông Dnepr có cùng nguồn gốc từ tiếng Iran Sarmatia, "con sông ở phía xa".). Tên gọi cổ hơn, Tyras, có nguồn gốc từ tiếng Iran của người Scythia *tûra, nghĩa là "nhanh, dốc".
Trong tiếng Nga, nó được gọi là Днестр, chuyển tự Dnestr, trong tiếng România Nistru, trong tiếng Yiddish: Nester - נעסטער; trong tiếng Thổ Nhĩ Kỳ, Turla và trong thời cổ đại, nó được gọi là Tyras trong tiếng Latinh và Danastris trong tiếng Hy Lạp. Các tác giả cổ đại còn gọi nó là Danaster.

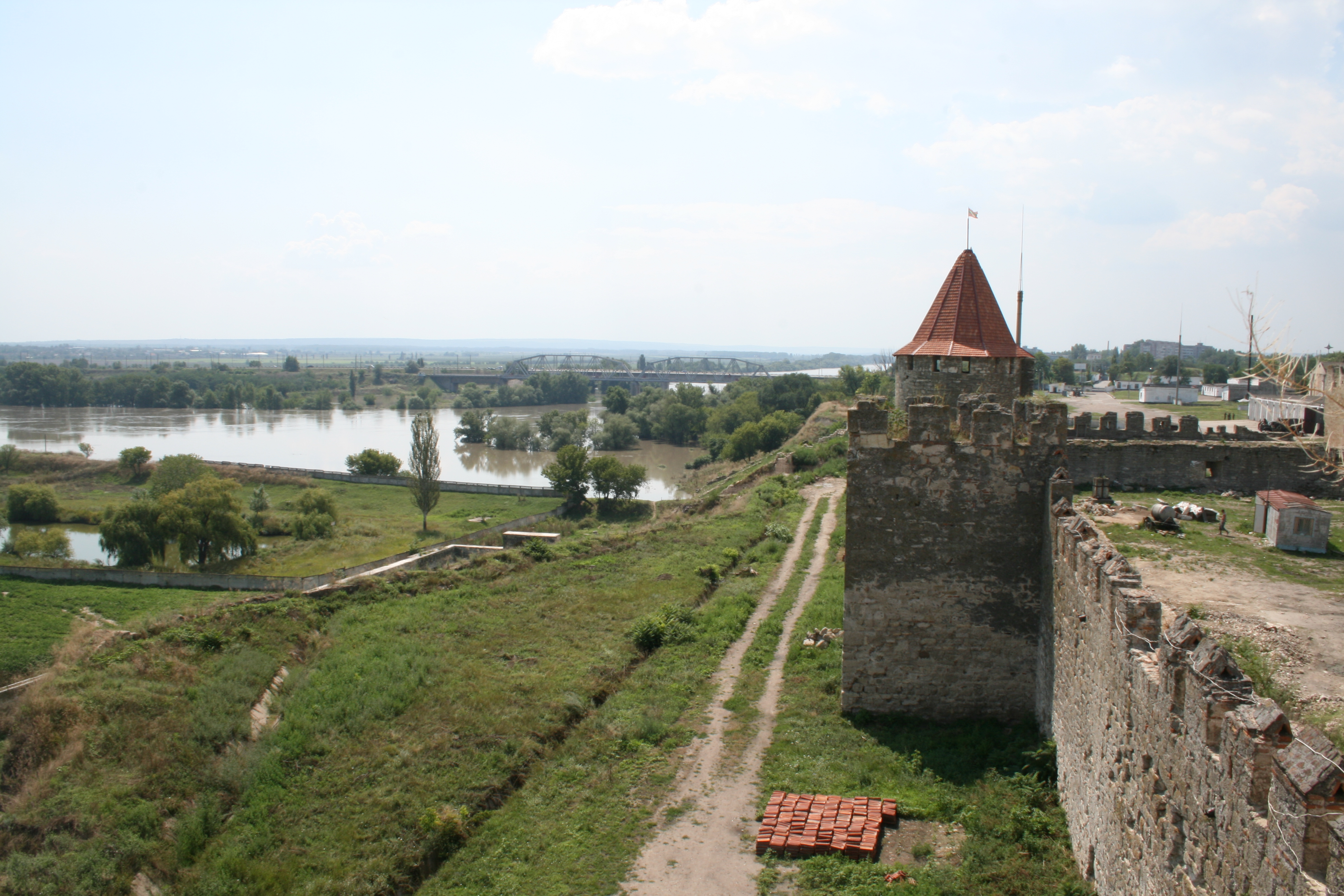
Sông Dnister và pháo đài Thổ Nhĩ Kỳ tại Bendery.